# Thüringer Waldesel

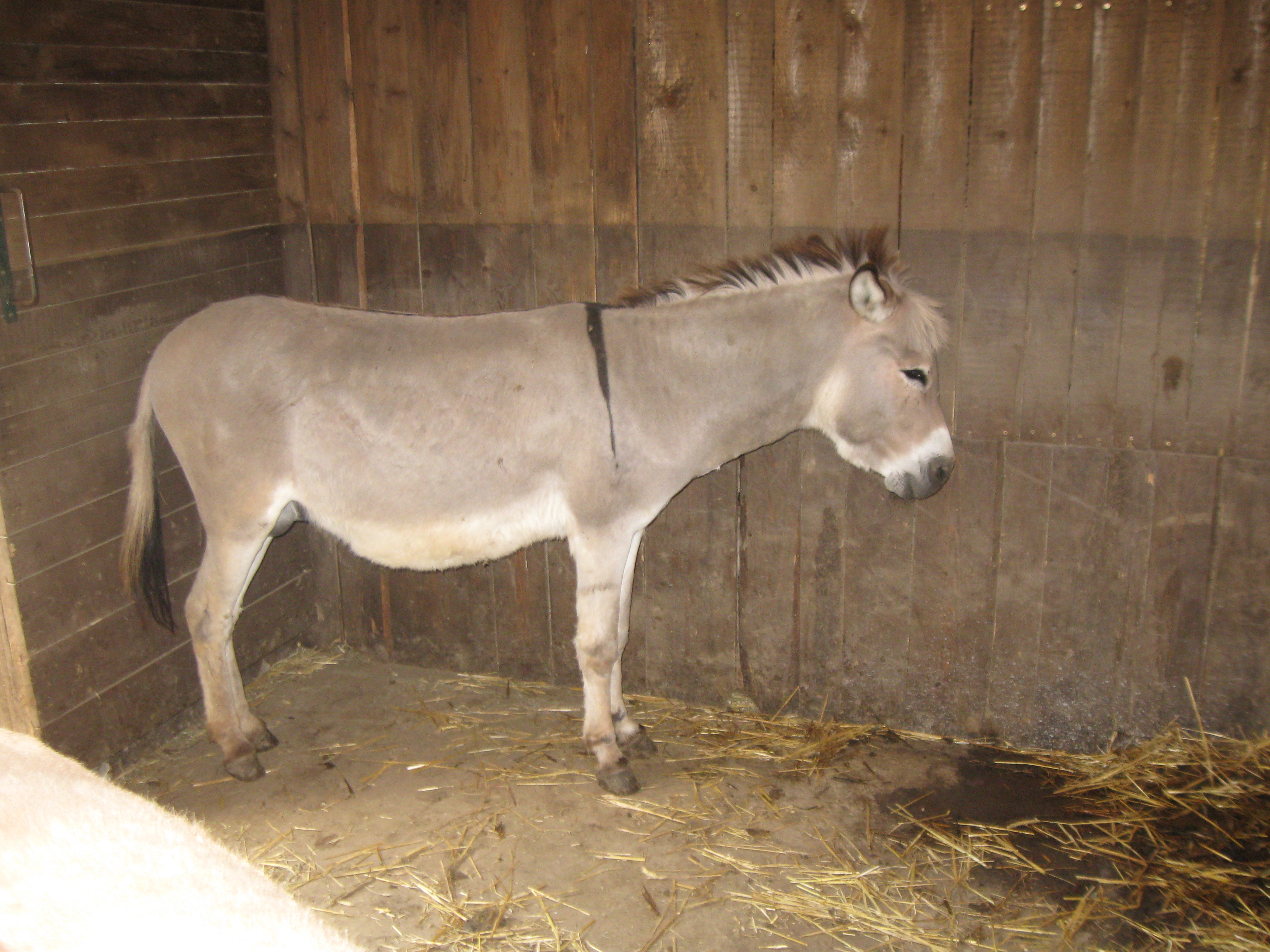
Thüringer Waldesel im Wildpark Hundshaupten

Der Thüringer Waldesel (TWE; auch Mülleresel, Steinesel oder Mitteldeutscher Steinesel) gehört zu den mittelschweren deutschen Hauseseln. Er wurde früher vorwiegend in Westthüringen, Sachsen und Sachsen-Anhalt gehalten.
Seit 2019 gilt der Thüringer Waldesel als eigenständige Rasse.

## Aussehen
Der Thüringer Waldesel ist 105 bis 115 cm groß und wiegt ca. 150 bis 210 kg. Im Vergleich zu anderen Eseln hat der TWE einen eher kleinen Kopf mit aufrechten Ohren und ausgeprägten Ganaschen.
Das Fell besteht aus grobem Haar und zeigt in der Lendengegend einen Wirbel auf. Es ist hell- bis dunkel-zimtgrau bis graubraun mit einem deutlichen schwarzen Aalstrich und schwarzem Schulterkreuz.
Außerdem besitzen einige Exemplare der Rasse dunkle Beinstreifen. Lippen, Ohrränder, Mähne und Schwanzquaste sind sehr dunkel bis schwarz, wohingegen die Eselzeichnung am Kopf (Mehlmaul und Augenringe) möglichst hell sind.

## Verhalten und Einsatzgebiete
Die Tiere besitzen ein eher ruhiges Gemüt und eignen sich dadurch gut als Arbeitsesel. Besonders als Tragtier oder auch als Reitesel für Kinder und sogar zum Einsatz in der tiergestützten Pädagogik und zur Landschaftspflege ist der Thüringer Waldesel gut geeignet.

## Herkunft
Die ursprüngliche Herkunft des Thüringer Waldesels lässt sich heute nicht mehr mit Sicherheit feststellen.
Die auffällige helle Fellfarbe lässt sich vor allem auf die Zuchtlinie des Erfurter Zooparks zurückführen. Dort wurde der TWE schon in den frühen 1960er Jahren von dem damaligen Direktor Altman gesammelt und gezüchtet.

## Bestandsentwicklung und Gefährdung
Das Zuchtbuch für den Thüringer Waldesel wird von dem in Hessen angesiedelten Deutschen Zuchtverband für Esel e.V. (DZE) geführt. Es wurde im August 2019 genehmigt. Mit etwa 15 bis 20 lebenden Exemplaren (Stand 2019) gilt der Esel als fast ausgestorben. Der Bestand stellt sich im Jahr 2023 so dar: 14 weibliche und 3 männliche Zuchttiere. Er wird von der Bundesanstalt für Landwirtschaft und Ernährung gleichwohl als „nicht gefährdet“ eingestuft. Der Thüringer Waldesel steht 2024 auf der Roten Liste gefährdeter Nutztierrassen der Gesellschaft zur Erhaltung alter und gefährdeter Haustierrassen (GEH) mit dem Zusatz „Daten unzureichend: Genetik bzw. Gefährdungsgrad unsicher“. Die GEH hat einen Eselkoordinator berufen.